# Жанак Камбарулы
Жанак Камбарулы или Керей Жанак (каз. Жанақ Жаңабатырұлы; 1760—1857) — казахский акын.

## Биография
Жанак Камбарулы родился в 1760 году в ауле Гультобе Жамбылского района Северо-Казахстанской области. Учился в медресе Кожабергена-Аскана, затем в городе Самарканде. Исполнитель эпосов «Қозы-Көрпеш—Баян-Сұлу», «Ер Сырым», «Қазақ ханы Ер Есім», «Ақпамбет батыр», «Абылай-хан». В народе также известны сочинения Керея Жанака «Орынбайға айтқаны», айтысы с Тубеком, Сабырбаем. Жанак Камбарулы умер в 1857 году в родном ауле.